# Thomas Becker (canoë-kayak, 1990)
Pour les articles homonymes, voir Thomas Becker et Becker.
Thomas Becker, né en 1990, est un céiste allemand pratiquant le slalom.

## Palmarès

### Championnats du monde
- Médaille d'argent en 2009 à La Seu d'Urgell en C2 par équipes.
- Médaille de bronze en 2010 à Tacen en C2 par équipes.

### Championnats d'Europe
- Médaille de bronze en 2012 à Augsbourg en C2.
- Médaille de bronze en 2012 à Augsbourg en C2 par équipes.
- 2018 à Prague,  Tchéquie
  -  Médaille d'or en C2 par équipe
  -  Médaille d'argent en C2